# کالین (آرکانزاس)
کالین (آرکانزاس) (به انگلیسی: Calion, Arkansas) یک شهر در ایالات متحده آمریکا با جمعیت ۵۱۶ نفر است که در آرکانزاس واقع شده‌است.

## موقعیت جغرافیایی
موقعیت جغرافیایی شهرها و مناطق اطراف به شرح زیر است: